# Войцех Жихлінський
Войцех з Жихліна, Жихлінський (також Адальберт, Альберт) гербу Шеліга (пом. 8 листопада 1471) — польський римо-католицький і державний діяч, секретар королівський (1445–1464), підканцлер коронний (1464–1471).

## Життєпис
Походив з великопольської родини середньої шляхти гербу Шеліга.
У першій половині XV століття Войцех став власником Жихліна, звідтоді він у документах став називатися «Войцехом з Жихліна».
1441 року Войцех працює у Ґнєзно в офіціальському суді нотаріусом лат. imperiali auctoritate. 1444 року він почав працювати писарем у королівській канцелярії, брав участь у битві під Варною, потрапив до турецького полону, проте був звільнений.

### Церковна кар'єра
Докладних відомостей про церковну кар'єру Войцеха з Жихліна немає, проте Каспер Несецький перелічує ряд церковних посад, які він свого часу займав: пробощ ленчицький і каліський, кустош сандомирський, канонік ґнєзненський, познанський, влоцлавський і краківський.

### Політична кар'єра
З 1445 року став королівським секретарем. Очевидно, 1455 року був відряджений королем до краківської капітули на підтримку обрання єпископом краківським Томаша Стшемпінського, 1460 року оголосив на засіданні капітули про королівську підтримку обрання на цю ж посаду Яна Ґрущинського. У вересні 1457 і 1466 року перебував у складі королівської канцелярії разом із королем Казимиром Ягеллончиком у Бидґощі
Протягом 1464–1471 років був підканцлером коронним. З початком його перебування на цьому уряді стало загальноприйнятим те, що в реляційній формулі можуть бути згадані лише канцлер, підканцлер або секретар.
Войцех Жихлінський 26 лютого 1469 року розпочав ревізію документів, що стосувалися Русі, під час присутності короля у Львові. Підканцлер переглядав усі правові акти, що стосувалися землеволодіння. Ревізія охопила Львівську, Перемиську землі та Поділля, хронологічно — документи від часів Казимира Великого до сучасних документів Казимира Ягеллончика, виданих за власною реляцією Войцеха. Останній не завершив ревізію через смерть. Його підпис і реляція стоять, зокрема, на королівському привілеї про надання м. Бібрці маґдебурзького права від 19 травня 1469 року.
Помер 8 листопада 1471 року, похований, очевидно, у Вавельській катедрі.